# Najwyższe dopuszczalne stężenie pułapowe
Najwyższe dopuszczalne stężenie pułapowe (NDSP) – wartość stężenia toksycznego związku chemicznego lub pyłu, która ze względu na zagrożenie zdrowia lub życia pracownika nie może być w środowisku pracy przekroczona w żadnym momencie.